# Fujiwara no Michitaka
Fujiwara no Michitaka (japanski 藤原 道隆, ふじわら の みちたか) (7. godina Tenryakua / 953. – 10. dan 4. mjesec 1. godina Chōtokua / 16. svibnja 995.) je bio japanski kugyō, državnik, dvorjanin i političar iz razdoblja Heiana. 
Bio je regentom sesshōom cara Ichijōa i poslije kampakuom. Michitaku se ponekad spominje kao Nijō Kampaku (japanski 二条関白) ili Naka-no-Kampaku (japanski 中関白).
Najstariji je sin Fujiware no Kaneie. Imao je četvoricu stričeva: Koretadu, Kinsuea, Kanemichija i Tamemitsua.
Car Ichijō je oženio Michitakinu kćer Teishi (Sadako), nastavivši tako bliske sveze carske obitelji i klana Fujiware.